# ازدواج همجنس در اسرائیل

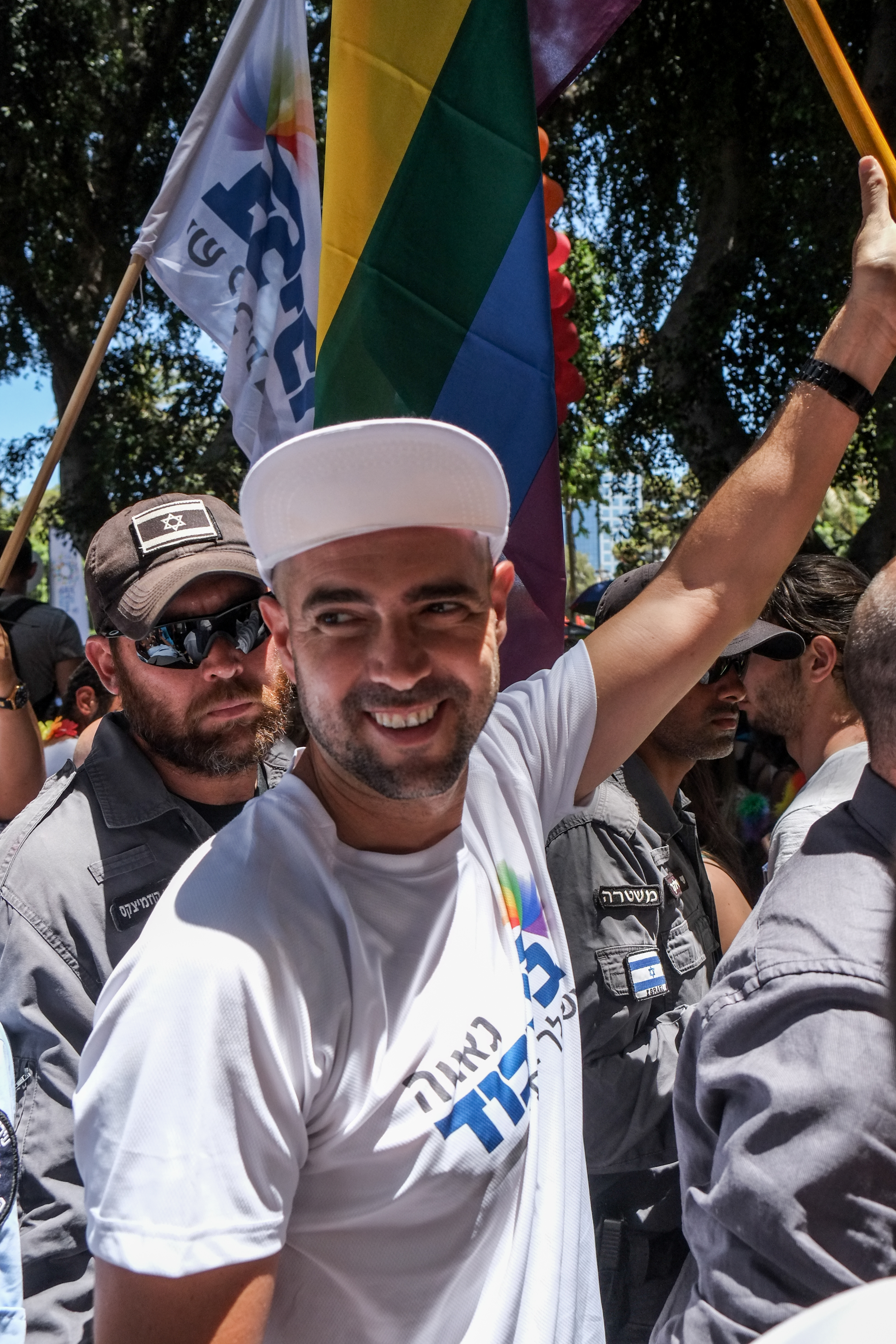
امیر اوهانا در مراسم غرور LGBTQI تل آویو ۲۰۱۵

ازدواج همجنس در اسرائیل قانونی نمی‌باشد و امکان ثبت رسمی آن وجود ندارد ولی امکان زندگی مشترک بین زوجین وجود دارد. اسرائیل در حال حاضر تنها ازدواج‌هایی را که در خارج از کشور و به صورت قانونی ثبت شده‌اند به رسمیت می‌شناسد. ازدواج همجنس در اسرائیل ممنوع نیست و به صورت نمادین انجام می‌شود.

## تاریخچه

### ازدواج
در سال ۲۰۰۶ پنج زوج همجنس‌گرا که در کانادا ازدواج کرده بودند، نتوانستند ازدواجشان را در اسرائیل ثبت کنند و از طریق قانونی برای به دست آوردن حق ازدواج اقدام کردند. دادگاه عالی اسرائیل نیز در ۲۱ نوامبر ۲۰۰۶ بر به رسمیت شناخته شدن ازدواج‌های همجنس که در خارج از اسرائیل ثبت شده‌اند حکم صادر کرد.
دادگاه عالی همچنین در دسامبر ۲۰۰۷ بر به رسمیت شناختن سرپرستی فرزند توسط همجنس‌گرایانی که در خارج از اسرائیل انجام شده‌اند حکم صادر کرد.
پارلمان اسرائیل، کنست در ۱۶ مه ۲۰۱۲ با رأی ۳۹ به ۱۱ به پیش‌نویس قانون ازدواج همجنس رأی مخالف داد.
در ژوئن ۲۰۱۳ وزیر دادگستری اسرائیل،  تسیپی لیونی از تصمیم خود برای درخواست از دولت در خصوص موافقت با پیش‌نویس قانونی خبر داد که به زوج‌های همجنس اجازه خواهد داد تا وارد اتحاد مدنی شوند.

### طلاق
در سال ۲۰۱۲ یک زوج همجنس که در سال ۲۰۰۴ در کانادا ازدواج کرده بودند، در اسرائیل درخواست طلاق دادند اما با درخواست آن‌ها موافقت نشد. چرا که در قانون اسرائیل ازدواج و طلاق تنها بین یک مرد و یک زن تعریف شده بود. آن‌ها در کانادا نیز نمی‌توانستند طلاق بگیرند. چرا که کانادا فقط به شهروندان کانادایی اجازه طلاق می‌داد هرچند که امکان ازدواج در آن کشور برای شهروندان غیر کانادایی فراهم است. دادگاه اسرائیل سرانجام در اواخر نوامبر ۲۰۱۲ حکم طلاق این زوج همجنس را صادر کرد. این نخستین بار بود که یک زوج همجنس در اسرائیل به طور رسمی از یکدیگر طلاق می‌گرفتند.